# Aufbruch (Zeitschrift)
Aufbruch – unabhängige Zeitschrift für Religion und Gesellschaft (Eigenschreibweise «aufbruch») ist eine seit 1988 in der Schweiz erscheinende Zeitschrift.
Der Aufbruch erschien erstmals im Dezember 1988 unter dem Namen Aufbruch – Forum für eine offene Kirche als Reaktion auf den Konflikt um die Ernennung von Wolfgang Haas zum Bischof von Chur. Im Sommer 1988 hatte sich eine Gruppe mit dem Namen «Basiskirchliche Vernetzung» (BKV) formiert, welche die Herausgabe einer Zeitung beschloss. Am 2. November 1988 wurde der Verein «Förderkreis Aufbruch» als Trägerverein gegründet, und am 28. November wurde die erste Ausgabe in einer Auflage von 100'000 Exemplaren gedruckt.
Der Aufbruch erschien von Anfang an achtmal jährlich, bis 2007 im Zeitungsformat mit einem Umfang von 16 Seiten. Die Zahl der Abonnemente erreichte ein Jahr nach dem Start gut 10'000 Exemplare und Ende 1991 den Höchststand von 11'500 Exemplaren. Ende 2011 betrug die Auflage ca. 5'500 Exemplare. Seit 1990 wird der Aufbruch von fest angestellten Redaktoren produziert, denen ein ehrenamtliches Redaktionsteam zur Seite steht.
Nachdem sich der Aufbruch schon kurz nach dem Beginn konfessionell über die römisch-katholische Kirche hinaus geöffnet hatte, gab er sich 2003 ein neues Leitbild, das die ökumenisch-interreligiöse Ausrichtung der Zeitung unterstrich.
2006 regte der Schweizer Theologe Hans Küng eine publizistische Stimme im deutschen Sprachraum an, die kirchliche Vorgänge und hierarchische Entscheidungen «kritisch begleitet und Perspektiven für gegenwärtiges und zukunftsweisendes christliches Handeln aufzeigt». Aufgrund dieser Anregung arbeitet der Aufbruch seit 2008 mit Publik-Forum zusammen, einer 1971 entstandenen deutschen Zeitung für kritische Christen. Seither erscheint der Aufbruch (noch bis 2009 mit dem Untertitel «Zeitung für Religion und Gesellschaft») achtmal jährlich im Tabloidformat mit einem von der Aufbruch-Redaktion produzierten Mantelteil von 16 Seiten und einem 32 Seiten umfassenden Kernteil, der – unter Mitwirkung des Aufbruch-Redaktionsteams – von der Redaktion des Publik-Forum hergestellt wird.